# شجاعت قانع
شجاعت قانع (زاده در ۱۹۷۵) استادبزرگ شطرنج اهل ایران است.

## زندگی
از ۱۶ سالگی شطرنج را در اردبیل شروع کرد. دوران موفقیت را به صورت سریع طی نمود. به همراه تیم ملی ایران در چهار المپیاد شطرنج بازی کرده‌است. او دانشجوی رشته تربیت بدنی نیز می‌باشد.

## موفقیت‌ها
- قهرمانی (مدال طلا) در مسابقات شهرهای آسیا در سال ۲۰۰۰ در لبنان
- نایب قهرمانی مسابقات آزاد بین‌المللی تروآ ترکیه
- قهرمان مسابقات استاد بزرگان بلغارستان
- نایب قهرمان رقابت‌های آزاد فرانسه سال
- قهرمان دانشجویان استانبول سال ۲۰۰۳
- قهرمان مسابقات آزوف روسیه سال ۲۰۰۵
- کسب مقام سوم با تیم راه‌آهن در رقابت‌های شهرهای آسیایی سال ۱۳۸۵ در تهران
- قهرمانی تورنمنت بین‌المللی ۲۰۰۷ روسیه